# Aulacaspis litzeae
Aulacaspis litzeae är en insektsart som först beskrevs av Green 1896.  Aulacaspis litzeae ingår i släktet Aulacaspis och familjen pansarsköldlöss. Inga underarter finns listade i Catalogue of Life.